# EasyBCD
EasyBCD is een programma waarmee de opstartopties van Windows Bootmanager kunnen worden beheerd. Deze worden sinds Windows Vista opgeslagen in de Boot Configuration Data (BCD), wat de naam van het programma verklaart. Het programma wordt door NeoSmart Technologies aangeboden als freeware voor persoonlijk gebruik (shareware indien het programma commercieel wordt gebruikt). EasyBCD heeft .NET Framework nodig om te werken.

## Functies
- Items toevoegen en verwijderen;
- Het BCD herschrijven (herstellen);
- Ondersteuning voor Windows XP en hoger;
- Beperkte ondersteuning voor Linux en macOS.